# Alsodes montanus
Alsodes montanus és una espècie de granota que viu a Xile i, possiblement també, a l'Argentina.
Està amenaçada d'extinció per la pèrdua del seu hàbitat natural.